# Heinrich Masius
Heinrich Masius (* Burg auf Fehmarn; † 13. Juni 1714 in Schwerin) war ein deutscher Pädagoge und Kirchenlieddichter.

## Leben
Heinrich Masius war Sohn des gleichnamigen Predigers an der Kirche St. Nikolai in Burg auf Fehmarn; der 1629 an der Pest verstorbene Archidiakon Heinrich Masius in Burg auf Fehmarn war möglicherweise sein Großvater. Heinrich Masius besuchte das Katharineum zu Lübeck und studierte sodann an der Universität Kiel. 1671 war er Respondent einer Disputation unter dem Vorsitz von Christian Kortholt.
Nach dem Studium wurde er 1678 Konrektor am Alten Gymnasium in Flensburg, 1682 Konrektor und 1685 Rektor an der Domschule in Schleswig. Wegen der schlechten wirtschaftlichen Rahmenbedingungen in Schleswig-Holstein bewarb er sich um die Rektorenstelle am Domgymnasium in Schwerin und wurde dort 1687 als Rektor bestellt. Diese Stelle behielt er bis zu seinem Tode bei.
In Erfüllung eines Gelübdes veröffentlichte er geistliche Erbauungsschriften und hinterließ 50 Kirchenlieder, die zum Teil Eingang in die Gesangbücher fanden, darunter Mein Gott wie soll ich singen in den Gesangbüchern von Johann Anastasius Freylinghausen (1704) und Johann Porst (1713).

## Werke
- De Origine Et Natura Christianismi, Ex Impia Cavillantium Ethnicorum Sententia, Disputatio IV. Kiel 1671 (Digitalisat)
- Ultimum Vale. Nobilissimae. Et Spectatissimae Virtutis Matronae Dn. Marthae Iustinae Niemanniae ... Dn. Sebastiani Niemanni, SS. Theol. Doctoris celeberr: ... Uxoris desideratissimae, exhibitum. Schleswig: Holwein [1676] (Digitalisat)
- Theologos dia eidons. Oder die Im Schatten (2. Cor. V. v. 7.) Vollkommene Theologie : Bey dem Klagwürdigesten doch Seligsten Absterben Des ... Christiani Kortholt ... Als derselbe am 2. Aprilis Anno 1694. ... entschlaffen war/ ... betrachtet.. Schwerin: Schröder 1694 (VD17 23:268587Y}
- Hallelujah Genethliacum oder Danck-geflissene Geburts-Feyer im Heiligthumb: zum Preiß der schaffenden/ führenden/ und Seligmachenden Hand Gottes/ und Ihres Wunder-Spiels ... Lübeck: Bökmann 1697 (VD17 18:720840Y)
- Eliser. Die Preiß-würdigste Hand Gottes/ In seiner Heiligen Vorsehung/ auch Väterlichen Güte und Hülffe : Nach Anleitung Des Edlen Danck-Spruchs/ Sir.L.24. Nun dancket alle Gott/ ec. In Form einiger Seligen Gedancken ... und mit einem nöthigen Register außgefertiget. Lübeck: Böckmann; Ratzeburg: Hoffmann 1700  (VD17 15:728596V)